# Anna (Illinois)
Anna is een plaats (city) in de Amerikaanse staat Illinois, en valt bestuurlijk gezien onder Union County.

## Demografie
Bij de volkstelling in 2000 werd het aantal inwoners vastgesteld op 5136.
In 2006 is het aantal inwoners door het United States Census Bureau geschat op 5068, een daling van 68 (-1,3%).

## Geografie
Volgens het United States Census Bureau beslaat de plaats een oppervlakte van
8,8 km², geheel bestaande uit land. Anna ligt op ongeveer 152 m boven zeeniveau.

## Plaatsen in de nabije omgeving
De onderstaande figuur toont nabijgelegen plaatsen in een straal van 20 km rond Anna.